# 紅身短吻獅子魚
紅身短吻獅子魚，為輻鰭魚綱鮋形目杜父魚亞目獅子魚科的其中一種，分布於東北太平洋的白令海、鄂霍次克海海域，棲息深度629-800公尺，為深海底棲性魚類，體長可達15.6公分，屬肉食性，生活習性不明。

## 擴展閱讀
維基物種上的相關：紅身短吻獅子魚